# Krossfjord (Vestland)
Der Krossfjord (auch Korsfjord) ist ein Fjord im norwegischen Fylke Vestland. Er bildet die Grenze zwischen den Kommunen Austevoll im Süden und Øygarden im Norden.
Der 14 Kilometer lange Krossfjord erstreckt sich in west-östlicher Richtung von der Nordsee bis zum Festland. Der Zugang von der Nordsee im Westen wird durch den Leuchtturm Marstein fyr markiert. Im Osten kreuzt er den Raunefjord und bildet mit dem Lysefjord ein Kreuz, dem er auch seinen Namen (norwegisch kors – Kreuz) verdankt.
Vor allem auf seiner Südseite fällt der Fjord steil ab und erreicht vor den Inseln Storakalsøy und Navøya Tiefen von bis zu 640 Metern. Hier befinden sich einige der größten Korallenriffe Westnorwegens. Auch ausgedehnte Kelpwälder, die als Zufluchtsort für viele Krebstiere und Fischarten dienen, befinden sich im Krossfjord. 2015 wurde vorgeschlagen, den Krossfjord zum marinen Naturschutzgebiet zu erklären.